# Supercopa d'Europa d'handbol
La Supercopa d'Europa és una competició entre clubs d'handbol que es va organitzar des de 1979 fins al 2008 en la que s'enfrontaven els dos finalistes de la Copa d'Europa d'handbol, el guanyador de la Recopa d'Europa d'handbol i el guanyador de la Copa EHF.

## Palmarès
- 5 títols: FC Barcelona
- 3 títols: SC Magdeburg i BM Ciudad Real
- 2 títols: VfL Gummersbach
- 1 títol: TV Großwallstadt, SC Empor Rostock, Portland San Antonio, RK Celje Pivovarna Lasko i THW Kiel

## Historial
| En negreta = Equip guanyador (prò.) = Pròrroga (p.) = Penals (1) = Nombre de títols Nota: Noms dels equips segons l'època |

| Edició | Temp.   | Data       | Campió                   | Resultat | Subcampió            | Seu                                       | refs   |
| ------ | ------- | ---------- | ------------------------ | -------- | -------------------- | ----------------------------------------- | ------ |
| I      | 1996-97 | 22-12-1996 | FC Barcelona (1)         | 27-24    | BM Granollers        | Bielefeld                                 | [ 1 ]  |
| II     | 1997-98 | 21-12-1997 | FC Barcelona (2)         | 25-20    | Elgorriaga Bidasoa   | Pavelló d'Artaleku, Irun                  | [ 2 ]  |
| III    | 1998-99 | 01-11-1998 | FC Barcelona (3)         | 28-22    | Badel 1862 Zagreb    | Palau Blaugrana, Barcelona                | [ 3 ]  |
| IV     | 1999-00 | 19-12-1999 | FC Barcelona (4)         | 26-25    | SC Magdeburg         | Bördelandhalle, Magdeburg                 | [ 4 ]  |
| V      | 2000-01 | 29-10-2000 | Portland San Antonio (1) | 28-24    | FC Barcelona         | Pavelló Universitari de Navarra, Pamplona | [ 5 ]  |
| VI     | 2001-02 | 29-10-2001 | SC Magdeburg (1)         | 21-20    | Portland San Antonio | Pavelló Ostseehalle, Kiel                 | [ 6 ]  |
| VIII   | 2002-03 | 26-10-2002 | SC Magdeburg (2)         | 31-30    | Fotex Veszprém       | Bördelandhalle, Magdeburg                 | [ 7 ]  |
| VII    | 2003-04 | 26-10-2003 | FC Barcelona (5)         | 30-29    | BM Valladolid        | Valladolid                                | [ 8 ]  |
| VIII   | 2004-05 | 28-11-2004 | RK Celje (1)             | 30-29    | THW Kiel             | Ciudad Real                               |        |
| IX     | 2005-06 | 27-11-2005 | BM Ciudad Real (1)       | 37-28    | SC Magdeburg         | Lleó                                      |        |
| X      | 2006-07 | 26-11-2006 | BM Ciudad Real (2)       | 36-31    | VfL Gummersbach      | Köln Arena, Colònia                       | [ 9 ]  |
| XI     | 2007-08 | 21-10-2007 | THW Kiel (1)             | 38-34    | RK Celje             | Zlatorog Arena, Celje                     |        |
| XII    | 2008-09 | 21-09-2008 | BM Ciudad Real (3)       | 32-28    | Veszprém KSE         | Veszprém Aréna, Veszprém                  | [ 10 ] |

- 1984-1995: No es va disputar aquesta competició
- 1983:  VfL Gummersbach
- 1982:  SC Empor Rostock
- 1981:  SC Magdeburg
- 1980:  TV Großwallstadt
- 1979:  VfL Gummersbach